# ARA Teniente Olivieri (A-2)
El aviso ARA Teniente Olivieri (A-2) (AVTO) es un aviso de la Armada Argentina de 1640 t de desplazamiento y 58 m de eslora. Es un remolcador tipo AHTS (anchor handling tug supply vessel) botado en 1981 como Marsea 10. Fue adquirido en 1987.

## Construcción
Fue construido por Quality Shipyard (Nueva Orleans), para ser utilizado como soporte y remolque de plataformas petroleras, con el nombre de Marsea 10. Posteriormente, en noviembre de 1987, fue adquirido por la U.S. Maritime Administration, para transporte y provisión de combustible y agua a otros buques (600/800 t de líquidos).

## Servicio operativo
Interviene en diversos ejercicios combinados y conjuntos, desempeñándose como buque auxiliar, ejemplo de ello son las maniobras locales llamadas "Etapas de Mar" y los ejercicios "Anfibio". Actualmente presta servicios en la Base Naval Puerto Belgrano, cumpliendo diversas tareas como remolque de unidades mayores. Ejemplo de ello es su participación en el ejercicio UNITAS de 1998.
En marzo de 2004 remolcó para su posterior hundimiento al pesquero Antonino Miralles en Puerto Madryn, el cual pasó a ser un destino para buceadores.
Participó del ejercicio Fraterno en 2006. Nuevamente integró el UNITAS en 2007. Durante el año siguiente, en 2008, remolcó al averiado rompehielos ARA Almirante Irízar desde Puerto Belgrano hasta el Río de la Plata, para que sea reparado tras el incendio sufrido por este. A fines de ese año y comienzos de 2009 formó parte por primera vez de una campaña antártica, como unidad integrante de la Patrulla Antártica Naval Combinada, junto a la Armada de Chile.

### Década de 2010
Las actividades operativas son variadas. La participación en ejercicios conjuntos y combinados es constante. Además, la unidad comenzó esta década participando en una campaña antártica y la Patrulla Antártica Naval Combinada con unidades chilenas. Ocasionalmente, brindó relevamiento y apoyo a los puestos de control y vigilancia en la Isla de los Estados.
En 2011 la unidad dio apoyo al traslado de una compuerta de dique desde el Río Santiago hasta Puerto Belgrano.
En marzo de 2014, brindó apoyo y escolta a la regata Velas Latinoamérica 2014.
Durante marzo de 2015 rescató a un turista francés varado en una cueva en Bahía Aguirre. En abril de ese año llevó adelante una misión de recuperación de una boya hidro-oceanográfica perteneciente a la empresa YTEC S.A., la cual había quedado a la deriva en el Estrecho de Magallanes.
Se halla asignado al Comando Naval Anfibio y Logístico (COAL), con asiento en la Base Naval Puerto Belgrano, y cumple como buque de estación en la zona de Ushuaia.

## Nombre
Es el primer buque que lleva este nombre en la Armada Argentina, en homenaje al guardiamarina Olivieri, caído en combate durante el ataque al aviso ARA Alférez Sobral, durante la Guerra de Malvinas.